# Vincent Delebarre
Pour les articles homonymes, voir Delebarre.
Vincent Delebarre est un athlète français né le 13 janvier 1968. Spécialiste de l'ultra-trail, il a notamment remporté le Festival des Templiers en 1999 et 2000, l'Ultra-Trail du Mont-Blanc en 2004 et le Grand Raid ex aequo avec le Suisse Christophe Jaquerod en 2006.

## Palmarès
| no  | masculin           | Course                     | Pays   | Longueur | Départ            | Temps            |
| --- | ------------------ | -------------------------- | ------ | -------- | ----------------- | ---------------- |
| 1er | Médaille d'or      | Signes Trail               | France | 54 km    | 29 mai 2003       | 4 h 59 min 40 s  |
| 2e  | Médaille d'argent  | Grand Raid                 | France | 130 km   | 24 octobre 2003   | 18 h 55 min 08 s |
| 1er | Médaille d'or      | Trail des Allobroges       | France | 50 km    | 23 mai 2004       | 5 h 42 min 26 s  |
| 1er | Médaille d'or      | Ultra-Trail du Mont-Blanc  |        | 155 km   | 27 août 2004      | 21 h 06 min 18 s |
| 2e  | Médaille d'argent  | Grand Raid                 | France | 140 km   | 22 octobre 2004   | 20 h 19 min 11 s |
| 2e  | Médaille d'argent  | Ultra-Trail du Mont-Blanc  |        | 155 km   | 26 août 2005      | 21 h 25 min 02 s |
| 3e  | Médaille de bronze | Ultra-Trail du Mont-Blanc  |        | 155 km   | 25 août 2006      | 21 h 59 min 29 s |
| 1er | Médaille d'or      | Grand Raid                 | France | 148 km   | 20 octobre 2006   | 20 h 39 min 40 s |
| 1er | Médaille d'or      | Merrell Sky Race           | France | 68 km    | 12 juillet 2009   | 6 h 20 min 40 s  |
| 2e  | Médaille d'argent  | Trail des Aiguilles Rouges | France | 54 km    | 27 septembre 2009 | 7 h 18 min 31 s  |
| 2e  | Médaille d'argent  | SaintéLyon                 | France | 69 km    | 6 décembre 2009   | 5 h 04 min 20 s  |
| 1er | Médaille d'or      | Via Romana Ultra Trail     | France | 56 km    | 1er août 2010     | 6 h 59 min 21 s  |
| 1er | Médaille d'or      | Courchevel X-Trail         | France | 53 km    | 10 juillet 2011   | 6 h 58 min 48 s  |
| 2e  | Médaille d'argent  | Grand Raid des Pyrénées    | France | 160 km   | 24 août 2012      | 26 h 06 min 02 s |
| 1er | Médaille d'or      | Trail du Tour des Fiz      | France | 61 km    | 28 juillet 2013   | 8 h 01 min 44 s  |